# Der Industriegigant
Der Industriegigant ist ein Computerspiel aus dem Jahr 1997, das von JoWooD entwickelt und vertrieben wurde. Es wird dem Genre der Wirtschaftssimulation zugerechnet. Später erschien eine Erweiterung und danach eine Goldversion, in der das Hauptprogramm, die Erweiterung und zusätzliche Szenarien und Einzelmissionen vorhanden sind.
2002 erschien im Vertrieb von Koch Media der Nachfolger Der Industriegigant 2.

## Spielablauf
Aus isometrischer Ansicht muss der Spieler gewinnbringende Wirtschaftskreisläufe aufbauen, indem er Rohstoffe zu Fabriken transportiert und die daraus erzeugten Waren wiederum zu Geschäften in Städten liefert. Der Spieler muss sowohl die Produktionsstätten als auch die Läden selbst errichten und die Güter per LKW und Zug transportieren. Mit der Zeit werden neue Waren freigeschaltet und alte Waren verlieren an Bedeutung.

## Rezeption
Das Spiel habe eine auffällige Ähnlichkeit zum Transport Tycoon und erinnere teils auch an Capitalism. Das Spielprinzip sei nicht ausgereift, es fehlten differenzierte Statistiken. Der Computergegner sei hingegen hervorragend umgesetzt. Elemente erinnerten auch an SimCity 2000. Die detaillierte Grafik sorge für eine lebendige Atmosphäre. Das Spiel besäße zwar Bedienungsprobleme, sei jedoch sehr zugänglich und böte eine hohe Spieltiefe.